# Марс Скаут
Марс Скаут (на английски: Mars Scout) е космическа програма на НАСА, целяща изпращането на поредица от малки нескъпоструващи безпилотни апрати до Марс. Мисиите им ще бъдат подбрани от различни предложения на научната общност. Първият космически апарат от програмата е приземяемият „Финикс“. Той е изстрелян на 4 август 2007 година и каца в северния полярен регион на планетата на 25 май 2008 година.
Втората мисия е изстреляна на 18 ноември 2013 г. Първоначално се смята това да бъде направено през 2011, но поради открит органицзационен конфликт на интереси в екипа оценяващ предложенията за мисии НАСА налага ревизия и отлага мисията с две години. Третата сонда е изстреляна на 30 юли 2020 г. За нея се планира да кацне в кратера Езеро на 18 февруари 2021 г.